# آذرآباد (دلگان)
آذرآباد، روستایی در دهستان آذرآباد بخش جلگه چاه هاشم شهرستان دلگان در استان سیستان و بلوچستان ایران است. این روستا، مرکز دهستان آذرآباد است.

## جمعیت
بر پایه سرشماری عمومی نفوس و مسکن در سال ۱۳۹۵، جمعیت این روستا برابر با ۶۰۶ نفر (۱۵۲ خانوار) بوده‌است.